# Atriplex repanda
Atriplex repanda är en amarantväxtart som beskrevs av Rodolfo Amando Philippi. Atriplex repanda ingår i släktet fetmållor, och familjen amarantväxter. Inga underarter finns listade i Catalogue of Life.

## Bildgalleri

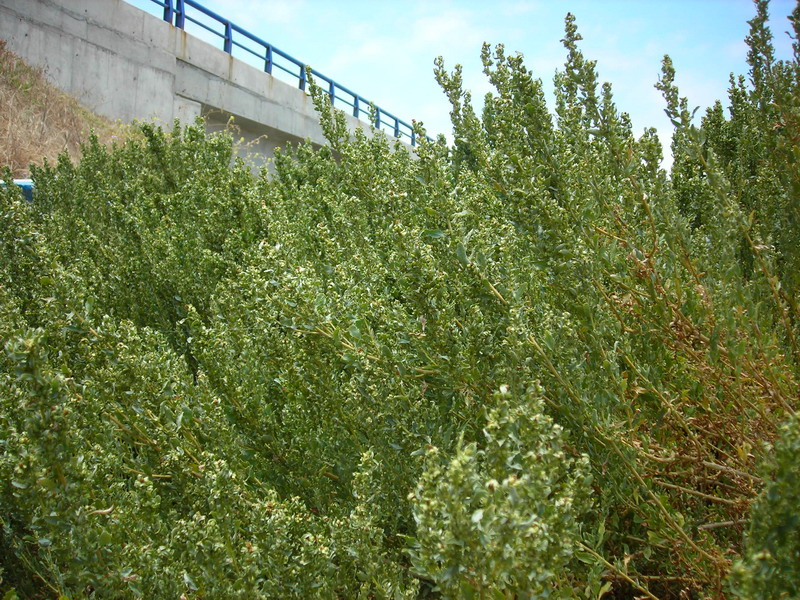
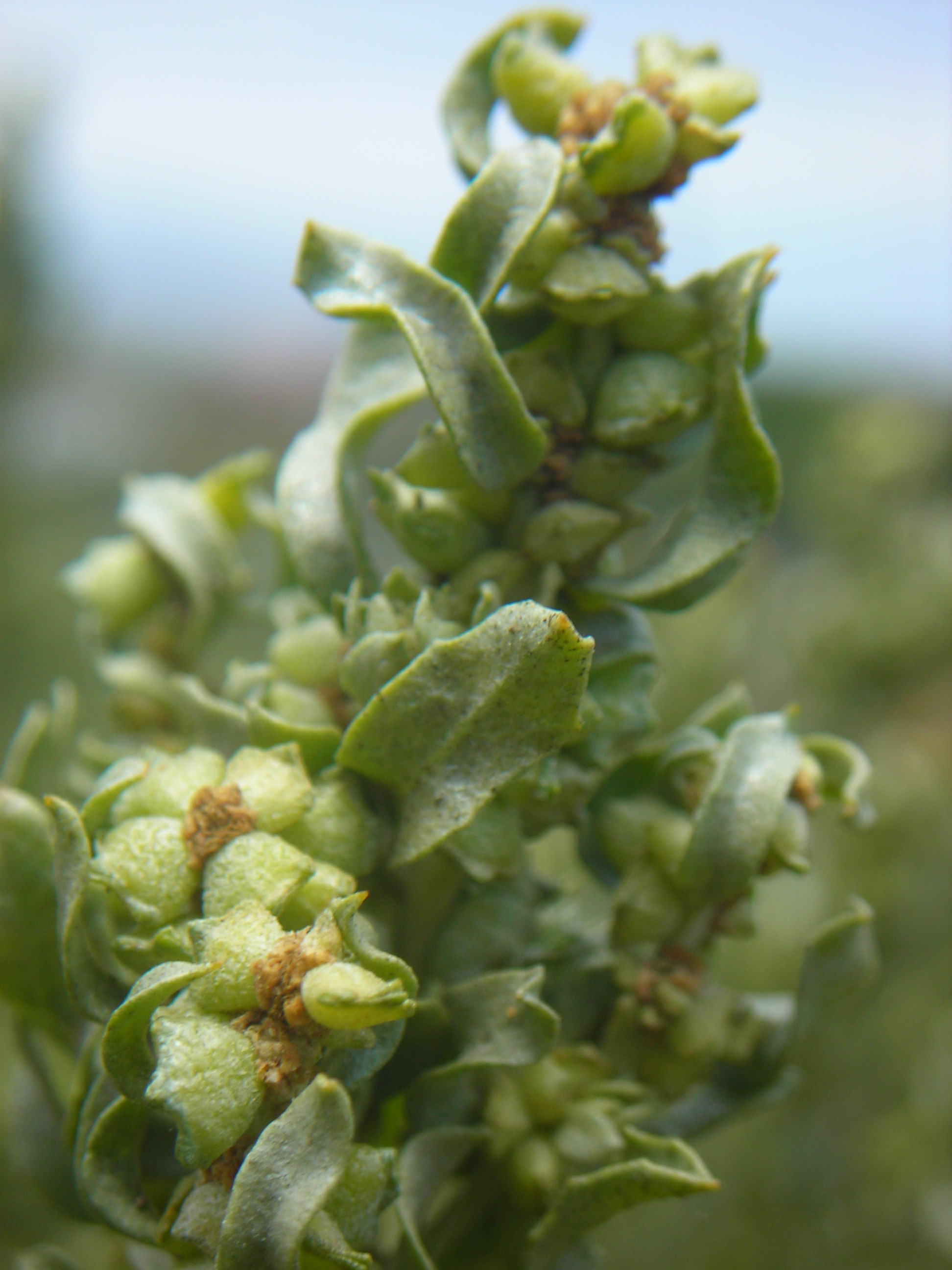